# El 49
El 49 o Kilómetro 49 es una localidad argentina ubicada en el departamento Ojo de Agua de la provincia de Santiago del Estero. Se encuentra sobre la ruta nacional 9, 50 km al norte de Villa Ojo de Agua.
La localidad nació a partir de una estación de ferrocarril que dejó de funcionar en los años 1970. Sus pobladores trabajan mayoritariamente en una empresa extractiva de leña y postes, y como trabajadores golondrina para explotaciones agropecuarias en otras provincias. Cuenta con una posta sanitaria. La electricidad llegó recién en 2009. En 2011 carecía de agua potable, teléfono (fijo ni móvil).

## Población
Cuenta con 131 habitantes (Indec, 2010), lo que representa un marcado descenso del 51,5% frente a los 270 habitantes (Indec, 2001) del censo anterior.
| Gráfica de evolución demográfica de El 49 entre 1991 y 2010 |
|                                                             |
| Fuente: Censos nacionales del INDEC                         |